# Thierbach (Main)
Der Thierbach (Gewässerordnung II) ist ein etwa 20 Kilometer langer linker Zufluss des Mains in Ochsenfurt im unterfränkischen Landkreis Würzburg. Im wasserarmen Ochsenfurter Gau ist er das wichtigste Gewässer.

## Geographie

### Verlauf
Der Thierbach entspringt nordöstlich von Ochsenfurt-Hopferstadt auf einer Höhe von 319 m ü. NHN. Er fließt anfangs südwestwärts und an Hopferstadt vorbei, nimmt von links den Schleibach auf und kehrt sich dann am Ortsrand von Sonderhofen-Bolzhausen auf ein langes Laufstück in nordwestlicher bis nordöstlicher Richtung überwiegend im Gemeindegebiet von Gaukönigshofen, in dem er an Rittershausen und Eichelsee vorbei- und durch Gaukönigshofen selbst fließt. Beim ebenfalls zugehörigen Acholshausen wechselt er in seine endgültige Laufrichtung nach Nordosten, kehrt dabei ins Ochsenfurter Stadtgebiet zurück, passiert darin Tückelhausen und zieht dann in einem tief eingekerbten Tal zu seiner Mündung von links in den Main auf 176 m ü. NHN in Ochsenfurt.
Der Thierbach mündet nach 20,1 km langem Lauf mit mittleren Sohlgefälle von etwa 7,1 ‰ rund 143 Höhenmeter unterhalb seines Ursprungs.

### Einzugsgebiet
Das 74,6 km² große Einzugsgebiet des Thiersbachs liegt naturräumlich gesehen fast vollständig im Unterraum Ochsenfurt-Uffenheimer Gäufläche des Ochsenfurter Gaus und Gollachgaus; nur ein kleiner mündungsnaher Untertalzwickel liegt im Unterraum Würzburg-Ochsenfurter Maintal des Nachbarnaturraums Mittleres Maintal. Der höchste Punkt an der Südwestspitze des Gebietes erreicht etwa 341 m ü. NHN. Die Hochebene beidseits des am Unterlauf tief eingeschnittenen und an den Hängen bewaldeten Tals ist fast waldfrei und steht größtenteils unterm Pflug. Die Siedlungsplätze darin liegen an den Tallinien.

### Zuflüsse
Liste direkter Zuflüsse vom Ursprung zur Mündung, teils mit Höhe, Länge und Einzugsgebiet. Auswahl.
- Schleibach, von links und Südosten auf etwa 277 m ü. NHN vor Bolzhausen, 3,7 km und 7,1 km².
- Sonderhofener Mühlbach, von links und Westen auf etwa 272 m ü. NHN aus Bolzhausen, 4,9 km und 15,6 km².
- Zeilweidenbach, von links und Westsüdwesten auf etwa 259 m ü. NHN aus Rittershausen
- Grundbach, von rechts und Südosten auf etwa 255 m ü. NHN in Eichelsee
- Bäumleinsgraben, von rechts und Ostnordosten auf etwa 254 m ü. NHN nach Eichelsee
- Osterberggraben, von links und Südwesten auf etwa 251 m ü. NHN vor Gaukönigshofen
- Klingenbächlein, von links und Westen auf etwa 245 m ü. NHN in Gaukönigshofen
- Immentalgraben, von links und Westsüdwesten auf etwa 243 m ü. NHN nach Gaukönigshofen
- Klingengraben, von links und Westen auf etwa 238 m ü. NHN in Acholshausen
- Bieberleinsgraben, von rechts und Süden auf etwa 216 m ü. NHN gegenüber Tückelhausen

### Ortschaften
Ortschaften am Lauf mit ihren Zugehörigkeiten. Nur die Namen tiefster Schachtelungsstufe bezeichnen Siedlungsanrainer.
Landkreis Würzburg
- Stadt Ochsenfurt
  - Hopferstadt (Pfarrdorf, rechts)
- Markt Gelchsheim
  - (ohne Besiedlung am Lauf)
- Gemeinde Sonderhofen
  - Bolzhausen (Pfarrdorf, links)
  - Holzmühle (Einöde, rechts)
- Gemeinde Gaukönigshofen
  - Fuchsenmühle (Einöde)
  - Rittershausen (Pfarrdorf, links)
  - Eichselsee (Pfarrdorf, fast nur rechts)
  - Gaukönigshofen (Pfarrdorf)
  - Acholshausen (Pfarrdorf, überwiegend links)
- Stadt Ochsenfurt
  - Tückelhausen (Pfarrdorf, überwiegend auf linkiem Talsporn)
  - Mönchsmühle (Einöde)
  - Oelmühle (Einöde)
  - Mönchsmühle (Einöde)
  - Fuchsenmühle (Einöde, rechts)
  - Ochsenfurt (Hauptort)

## Renaturierung
Bis zum Jahr 2004 wurde der Thierbach im Bereich Rittershausen bis Gaukönigshofen auf einer Länge von ca. 5 km für 250.000 € in seinen ursprünglichen Zustand versetzt und bietet nun zahlreichen seltenen Tieren ein Zuhause.